# Jardim Botânico de Brasília
Unter dem Namen Jardim Botânico de Brasília wurde 1985 ein noch ursprüngliches, 4.518 Hektar großes Stück Cerrado 15 km südöstlich von der brasilianischen Hauptstadt Brasília als botanischer Garten der Stadt unter Schutz gestellt.
Davon sind 526 Hektar für die Öffentlichkeit zugänglich. Der Rest des Schutzgebietes dient der Erforschung und Erhaltung des Bioms Cerrado. Der Zugang erfolgt von der gleichnamigen Siedlung Jardim Botânico (SMDB Conj. 12, erreichbar von QI23 Lago Sul), das Zentrum des Parks ist über den asphaltierten sogenannten Mother Trail mit dem Auto erreichbar.
In dem Gebiet wurden 1.300 Pflanzenarten, 89 Säugetierarten, 63 Amphibien- und Reptilienarten, 270 Vogelarten und an die 500 Schmetterlingsarten identifiziert. Das Schutzgebiet ist Teil der von der UNESCO gegründeten Wild Life Area of the Cerrado Biosphere Reserve. Das Gebiet dient auch als Wasserschutzgebiet für den hier entspringenden Cabeca de Veado, der den Ort Lago Sul versorgt.
Der 3,5 km lange Wanderweg Trilha Ecológica führt durch verschiedene Typen der Cerrado: Flussuferbewaldung (Mata Ciliar), Galeriewald (Mata de Galeria), Trockenwald (Mata seca), Savannenwald (Cerradão), Cerrado Denso, Cerrado Típica, Grasland (Campo Sujo und Campo Limpo) und Palmwald (Vereda).
Nichtortstypische Pflanzen aus anderen Regionen, wie es bei botanischen Gärten üblich ist, finden sich hingegen nicht.

## Infrastruktur
An Infrastruktur gibt es u. a. ein Besucherzentrum, ein Café, eine Naturbibliothek und einen Picknickplatz. Weiter gibt es einen, einem japanischen Garten nachempfundenen kleinen Bereich mit Teich, einen sogenannten Evolutionsgarten und einen Meditationsgarte.

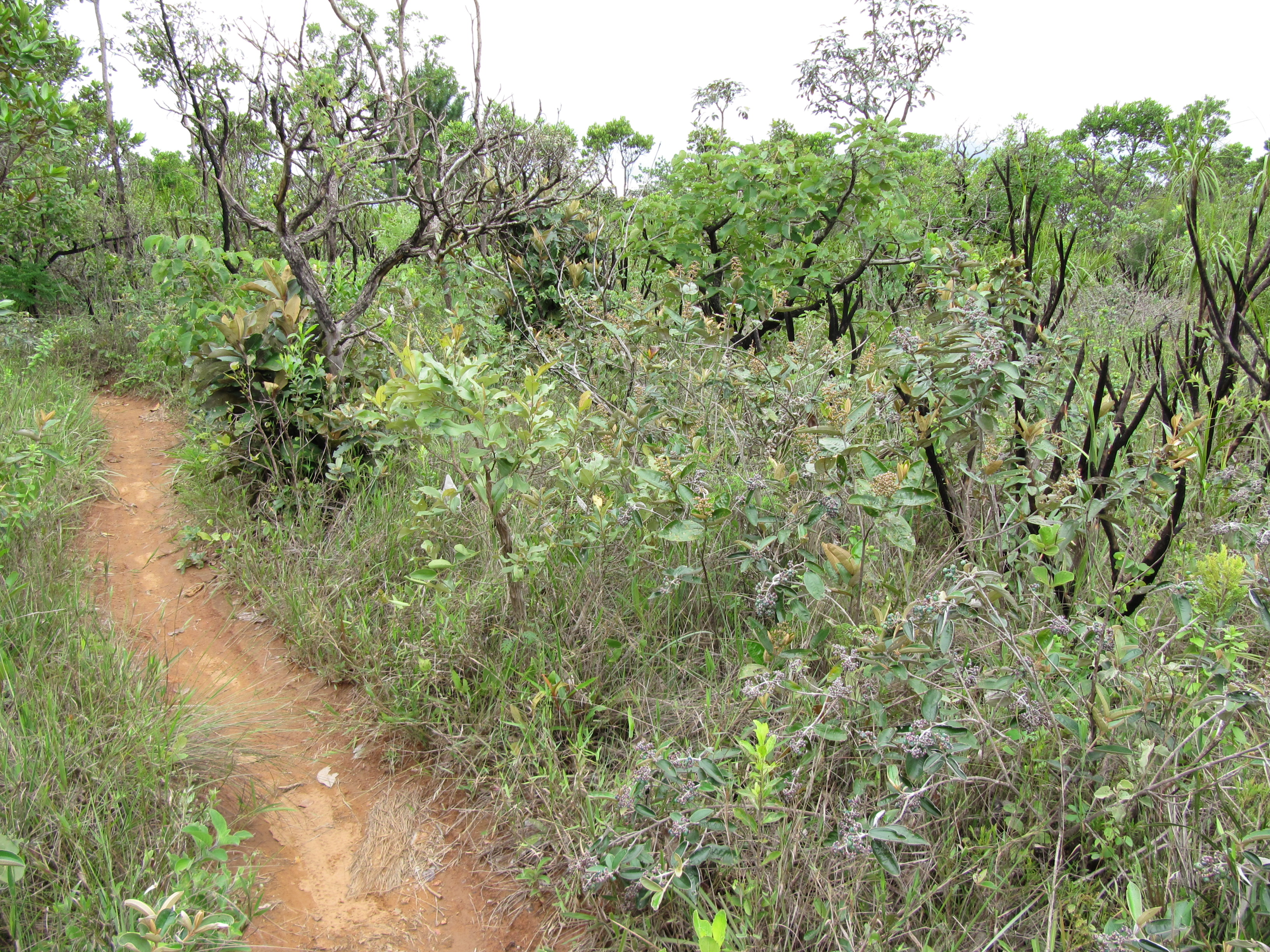
Verlauf „Trilha Ecológica“
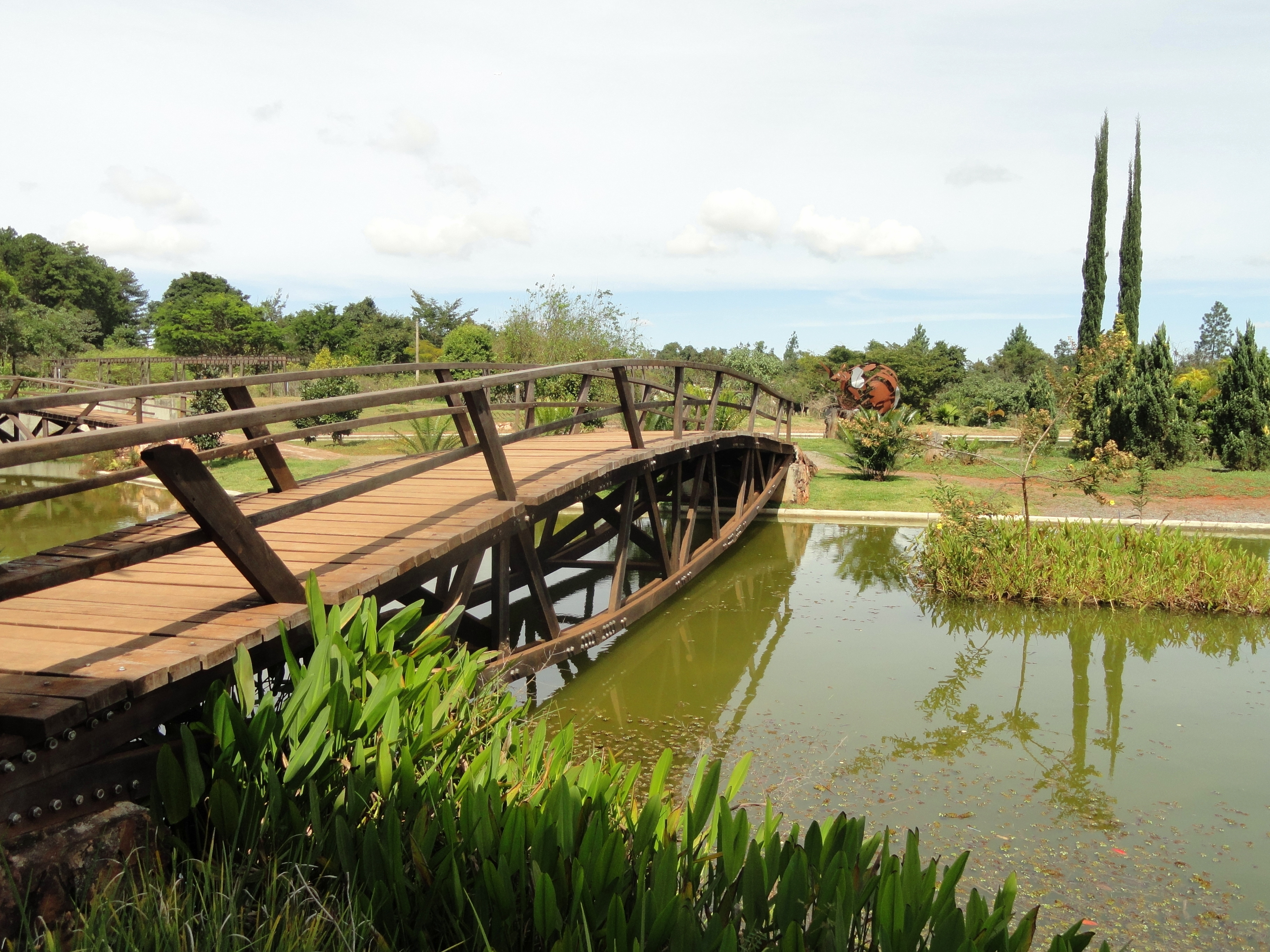
„Japanischer Garten“